# 1985 en Inde
Chronologie de l'Inde
- 1981
- 1982
- 1983
- 1984
- 1985
- 1986
- 1987
- 1988
- 1989

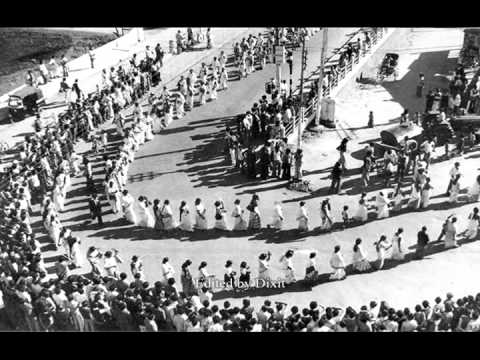
Rassemblement d'étudiants pendant le mouvement d'Assam.

Cette page concerne les évènements survenus en 1985 en Inde :

## Évènement
- Insurrection au Pendjab (en) (1984-1995)
- février-août : Émeutes de Gujarat (en) : elles font 220-275 morts, des milliers de blessés et déplacent des dizaines de milliers de personnes.
- 23 avril :  Jugement de l'affaire Mohd. Ahmed Khan v. Shah Bano Begum, également appelée affaire Shah Bano :  procès controversé en matière de pension alimentaire, dans lequel la Cour suprême rend un jugement favorable à la pension alimentaire accordée à une femme musulmane divorcée lésée.
- 23 juin : 
  - Explosion au-dessus de l'océan Atlantique du vol Air India 182 reliant Montréal - Bombay via Toronto, Londres et Delhi. (bilan : 329 morts).
  - Attentat à la bombe à l'aéroport international de Narita (en) au Japon :  un bagage explose à l'aéroport, tuant deux personnes. Il provenait de Vancouver, au Canada, par le vol 003 de Canadian Pacific et transitait par l'aéroport pour le vol 301 d'Air India à destination de Bangkok, en Thaïlande. Les enquêtes démontrent que les deux attentats sont liés à la même personne.
- 10 juillet : Jugement de l'affaire Olga Tellis et autres contre Bombay Municipal Corporation et autres (en).
- 17 juillet : Massacre de Karamchedu (en)
- 24 juillet : Accord Rajiv–Longowal (en).
- 15 août : Signature de l'accord d'Assam (en), un protocole d'accord signé entre des représentants du gouvernement indien et les dirigeants du mouvement d'Assam (en), à la suite d'une agitation de six ans qui a débuté en 1979.
- 16 septembre : Loi sur les stupéfiants et les substances psychotropes (en) (Politique de l'Inde en matière de drogues (en)).
- 13-14 octobre : Convention de Golaghat (en) (Mouvement d'Assam).
- 18-28 novembre : Assemblée générale de l'Union astronomique internationale à New Delhi.

## Cinéma
- 32e cérémonie des Filmfare Awards
- 32e cérémonie des National Film Awards (en)

- Ram Teri Ganga Maili (en), Mard et Geraftaar (en) sont les premiers films au box-office pour l'année.
- Sortie de film :
  - Aitbaar
  - Arjun
  - Lava
  - Pataal Bhairavi
  - Saagar

## Littérature
- Chidambara Rahasya (en), roman de Poornachandra Tejaswi (en)
- Kothe Kharak Singh (en), roman de Ram Sarup Ankhi (en)
- Rich Like Us (en), fiction politique et historique de Nayantara Sahgal.

## Sport
- Coupe Sultan Azlan Shah (en), hockey sur gazon.

## Création
- Bureau central de l'intelligence économique (en)
- Organisation communiste de l'Inde (marxiste-léniniste) (en)
- Prix Dronacharya (en) (sport)
- Special Protection Group (en), forces spéciales.
- Université nationale ouverte Indira Gandhi

## Dissolution
- Parti communiste indien (en)
- Swadesamitran (en), quotidien tamoul.

## Naissance
- Pakkhi Hegde, actrice.
- Bombayla Devi Laishram, archère.
- Varalaxmi Sarathkumar (en), actrice.

## Décès
- Sanjeev Kumar, acteur.
- Hardit Malik (en), diplomate.